# Inocentul (film din 1976)
Inocentul (titlul original: în italiană L'innocente) este un film dramatic italian, realizat în 1976 de regizorul Luchino Visconti, după romanul omonim din 1892 a scriitorului Gabriele D'Annunzio, protagoniști fiind actorii Giancarlo Giannini, Laura Antonelli, Massimo Girotti, Marie Dubois. 

## Conținut
Thulio deși continuă o legătură cu Teresa, se căsătorește cu Giuliana. Când descoperă că și Giuliana a avut cu un scriitor o relație din care a rezultat un copil, el lasă pruncul să moară de frig, crezând că astfel ar recuceriidragostea soției. Respins de Teresa, se sinucide.

## Distribuție
- Giancarlo Giannini – Tullio Hermil
- Laura Antonelli – Giuliana Hermil
- Rina Morelli – mama lui Tullio
- Massimo Girotti – contele Stefano Egano
- Didier Haudepin – Federico Hermil
- Marie Dubois – principesa
- Roberta Paladini – domnișoara Elviretta
- Claude Mann – principele
- Marc Porel – Filippo d'Arborio
- Jennifer O'Neill – Teresa Raffo
- Enzo Musumeci Greco – instructorul de scrimă
- Philippe Hersent
- Elvira Cortese
- Siria Betti
- Alessandra Vazzoler
- Marina Pierro
- Vittorio Zarfati
- Alessandro Consorti
- Filippo Perego
- Margherita Horowitz
- Riccardo Satta

## Aprecieri
„Ultim mesaj al lui Visconti, film inspirat de romanul lui D'Annunzio, oglindă  a unei lumi de un egoism exacerbat.”— Tudor Caranfil, Dicționar universal de lungmetraje cinematografice